# Premier League de 2016–17
A Primeira Divisão do Campeonato Inglês de Futebol da temporada 2016–2017 foi a 115ª edição da principal divisão do futebol inglês (25ª como Premier League). Iniciou-se em 13 de agosto de 2016, e encerrou-se em 21 de maio de 2017. O Leicester City entrou na competição como o atual campeão.

## Regulamento
A Premier League é disputada por 20 clubes em dois turnos. Em cada turno, todos os times jogam entre si uma única vez. Os jogos do segundo turno serão realizados na mesma ordem do primeiro, apenas com o mando de campo invertido. Não há campeões por turnos, sendo declarado campeão da Inglaterra o time que obtiver o maior número de pontos após as 38 rodadas.

### Critérios de desempate
Caso haja empate de pontos entre dois clubes, os critérios de desempates serão aplicados na seguinte ordem:
1. Saldo de gols
2. Gols marcados
3. Confronto direto

## Participantes

### Promovidos e Rebaixados
| Pos. | Rebaixados da Premier League 2015–16 |
| ---- | ------------------------------------ |
| 18º  | Newcastle United                     |
| 19º  | Norwich City                         |
| 20º  | Aston Villa                          |

| Pos. | Promovidos da The Championship 2015–16 |
| ---- | -------------------------------------- |
| 1º   | Burnley                                |
| 2º   | Middlesbrough                          |
| 4°   | Hull City                              |

### Informações das equipes
| Equipe            | Cidade              | Treinador           | Em 2015/2016    | Estádio (mando)     | Capacidade | Títulos (último) | Material Esportivo |
| ----------------- | ------------------- | ------------------- | --------------- | ------------------- | ---------- | ---------------- | ------------------ |
| Arsenal           | Londres             | Arsène Wenger       | 2º              | Emirates Stadium    | 60.338     | 13 (2003–04)     | Puma               |
| Bournemouth       | Londres             | Eddie Howe          | 16º             | Dean Court          | 11.700     | 0 (não possui)   | JD Sports          |
| Burnley           | Burnley             | Sean Dyche          | 1º (2ª Divisão) | Turf Moor           | 22.619     | 2 (1959–60)      | Puma               |
| Chelsea           | Londres             | Antonio Conte       | 10º             | Stamford Bridge     | 41.798     | 5 (2014–15)      | Adidas             |
| Crystal Palace    | Londres             | Alan Pardew         | 15º             | Selhurst Park       | 26.309     | 0 (não possui)   | Macron             |
| Everton           | Liverpool           | Ronald Koeman       | 11º             | Goodison Park       | 39.572     | 9 (1987-88)      | Umbro              |
| Hull City         | Kingston upon Hull  | Mike Phelan         | 3º (2ª divisão) | KC Stadium          | 25.586     | 0 (não possui)   | Umbro              |
| Leicester City    | Leicester           | Claudio Ranieri     | 1º              | King Power Stadium  | 32.262     | 1 (2015–16)      | Puma               |
| Liverpool         | Liverpool           | Jürgen Klopp        | 8º              | Anfield             | 54.074     | 18 (1989–90)     | New Balance        |
| Manchester City   | Manchester          | Josep Guardiola     | 4º              | Etihad Stadium      | 55.097     | 4 (2013–14)      | Nike               |
| Manchester United | Manchester          | José Mourinho       | 5º              | Old Trafford        | 75.731     | 20 (2012–13)     | Adidas             |
| Middlesbrough     | Middlesbrough       | Aitor Karanka       | 2º (2ª Divisão) | Riverside Stadium   | 34.742     | 0 (não possui)   | Adidas             |
| Southampton       | Southampton         | Claude Puel         | 6º              | St Mary's Stadium   | 32.589     | 0 (não possui)   | Under Armour       |
| Stoke City        | Stoke-on-Trent      | Mark Hughes         | 9º              | Britannia Stadium   | 27.740     | 0 (não possui)   | Macron             |
| Sunderland        | Newcastle upon Tyne | David Moyes         | 17º             | Stadium of Light    | 49.000     | 6 (1935–36)      | Adidas             |
| Swansea City      | Swansea             | Bob Bradley         | 12º             | Liberty Stadium     | 21.088     | 0 (não possui)   | Joma               |
| Tottenham Hotspur | Londres             | Mauricio Pochettino | 3º              | White Hart Lane     | 36.284     | 2 (1960–61)      | Under Armour       |
| Watford           | Watford             | Walter Mazzarri     | 13º             | Vicarage Road       | 21.500     | 0 (não possui)   | Dryworld           |
| West Bromwich     | West Bromwich       | Tony Pulis          | 14º             | The Hawthorns       | 26.500     | 1 (1919–20)      | Adidas             |
| West Ham United   | Londres             | Slaven Bilić        | 7º              | Olímpico de Londres | 60.000     | 0 (não possui)   | Umbro              |

## Classificação
| Pos | Equipe            | Pts | J  | V  | E  | D  | GP | GC | SG  | Classificação ou descenso                                |
| --- | ----------------- | --- | -- | -- | -- | -- | -- | -- | --- | -------------------------------------------------------- |
| 1   | Chelsea (C)       | 93  | 38 | 30 | 3  | 5  | 85 | 33 | +52 | Fase de liga da Liga dos Campeões da UEFA de 2017–18     |
| 2   | Tottenham         | 86  | 38 | 26 | 8  | 4  | 86 | 26 | +60 | Fase de liga da Liga dos Campeões da UEFA de 2017–18     |
| 3   | Manchester City   | 78  | 38 | 23 | 9  | 6  | 80 | 39 | +41 | Fase de liga da Liga dos Campeões da UEFA de 2017–18     |
| 4   | Liverpool         | 76  | 38 | 22 | 10 | 6  | 78 | 42 | +36 | Play-off de liga da Liga dos Campeões da UEFA de 2017–18 |
| 5   | Arsenal           | 75  | 38 | 23 | 6  | 9  | 77 | 44 | +33 | Fase de liga da Liga Europa da UEFA de 2017–18           |
| 6   | Manchester United | 69  | 38 | 18 | 15 | 5  | 54 | 29 | +25 | Fase de liga da Liga dos Campeões da UEFA de 2017–18     |
| 7   | Everton           | 61  | 38 | 17 | 10 | 11 | 62 | 44 | +18 | Play-off de liga da Liga Europa da UEFA de 2017–18       |
| 8   | Southampton       | 46  | 38 | 12 | 10 | 16 | 41 | 48 | −7  |                                                          |
| 9   | Bournemouth       | 46  | 38 | 12 | 10 | 16 | 55 | 67 | −12 |                                                          |
| 10  | West Bromwich     | 45  | 38 | 12 | 9  | 17 | 43 | 51 | −8  |                                                          |
| 11  | West Ham          | 45  | 38 | 12 | 9  | 17 | 47 | 64 | −17 |                                                          |
| 12  | Leicester         | 44  | 38 | 12 | 8  | 18 | 48 | 63 | −15 |                                                          |
| 13  | Stoke City        | 44  | 38 | 11 | 11 | 16 | 41 | 56 | −15 |                                                          |
| 14  | Crystal Palace    | 41  | 38 | 12 | 5  | 21 | 50 | 63 | −13 |                                                          |
| 15  | Swansea City      | 41  | 38 | 12 | 5  | 21 | 45 | 70 | −25 |                                                          |
| 16  | Burnley           | 40  | 38 | 11 | 7  | 20 | 39 | 55 | −16 |                                                          |
| 17  | Watford           | 40  | 38 | 11 | 7  | 20 | 40 | 68 | −28 |                                                          |
| 18  | Hull City (R)     | 34  | 38 | 9  | 7  | 22 | 37 | 80 | −43 | Zona de rebaixamento à EFL Championship de 2017–18       |
| 19  | Middlesbrough (R) | 28  | 38 | 5  | 13 | 20 | 27 | 53 | −26 | Zona de rebaixamento à EFL Championship de 2017–18       |
| 20  | Sunderland (R)    | 24  | 38 | 6  | 6  | 26 | 29 | 69 | −40 | Zona de rebaixamento à EFL Championship de 2017–18       |

1. ↑  O Arsenal se classificou para a fase de grupos da Liga Europa ao vencer a FA Cup 2016–17. Como lá também se classificaram em virtude da posição no campeonato (5º), esta vaga foi passada para o próximo time com melhor classificação (6º), o Manchester United.
2. ↑  O Manchester United se classificou para a fase de grupos da Liga dos Campeões ao vencer a UEFA Europa League 2016–17. Pela posição no campeonato (6º), teria recebido a vaga acima para entrar na fase de grupos da Liga Europa. Esta vaga foi desocupada sem substituição de acordo com os regulamentos da UEFA.
3. ↑  O Manchester United, vencedor da EFL Cup 2016–17, inicialmente alcançou uma vaga na terceira pré-eliminatória da Liga Europa. Isso foi repassado para o próximo time com melhor classificação na liga que ainda não se classificou para as competições da UEFA (Everton, 7º colocado).

## Confrontos
| Mandante \ Visitante | ARS | BOU | BUR | CHE | CRY | EVE | HUL | LEI | LIV | MCI | MUN | MID | SOU | STK | SUN | SWA | TOT | WAT | WBA | WHU |
| -------------------- | --- | --- | --- | --- | --- | --- | --- | --- | --- | --- | --- | --- | --- | --- | --- | --- | --- | --- | --- | --- |
| Arsenal              | —   | 3–1 | 2–1 | 3–0 | 2–0 | 3–1 | 2–0 | 1–0 | 3–4 | 2–2 | 2–0 | 0–0 | 2–1 | 3–1 | 2–0 | 3–2 | 1–1 | 1–2 | 1–0 | 3–0 |
| AFC Bournemouth      | 3–3 | —   | 2–1 | 1–3 | 0–2 | 1–0 | 6–1 | 1–0 | 4–3 | 0–2 | 1–3 | 4–0 | 1–3 | 2–2 | 1–2 | 2–0 | 0–0 | 2–2 | 1–0 | 3–2 |
| Burnley              | 0–1 | 3–2 | —   | 1–1 | 3–2 | 2–1 | 1–1 | 1–0 | 2–0 | 1–2 | 0–2 | 1–0 | 1–0 | 1–0 | 4–1 | 0–1 | 0–2 | 2–0 | 2–2 | 1–2 |
| Chelsea              | 3–1 | 3–0 | 3–0 | —   | 1–2 | 5–0 | 2–0 | 3–0 | 1–2 | 2–1 | 4–0 | 3–0 | 4–2 | 4–2 | 5–1 | 3–1 | 2–1 | 4–3 | 1–0 | 2–1 |
| Crystal Palace       | 3–0 | 1–1 | 0–2 | 0–1 | —   | 0–1 | 4–0 | 2–2 | 2–4 | 1–2 | 1–2 | 1–0 | 3–0 | 4–1 | 0–4 | 1–2 | 0–1 | 1–0 | 0–1 | 0–1 |
| Everton              | 2–1 | 6–3 | 3–1 | 0–3 | 1–1 | —   | 4–0 | 4–2 | 0–1 | 4–0 | 1–1 | 3–1 | 3–0 | 1–0 | 2–0 | 1–1 | 1–1 | 1–0 | 3–0 | 2–0 |
| Hull City            | 1–4 | 3–1 | 1–1 | 0–2 | 3–3 | 2–2 | —   | 2–1 | 2–0 | 0–3 | 0–1 | 4–2 | 2–1 | 0–2 | 0–2 | 2–1 | 1–7 | 2–0 | 1–1 | 2–1 |
| Leicester City       | 0–0 | 1–1 | 3–0 | 0–3 | 3–1 | 0–2 | 3–1 | —   | 3–1 | 4–2 | 0–3 | 2–2 | 0–0 | 2–0 | 2–0 | 2–1 | 1–6 | 3–0 | 1–2 | 1–0 |
| Liverpool            | 3–1 | 2–2 | 2–1 | 1–1 | 1–2 | 3–1 | 5–1 | 4–1 | —   | 1–0 | 0–0 | 3–0 | 0–0 | 4–1 | 2–0 | 2–3 | 2–0 | 6–1 | 2–1 | 2–2 |
| Manchester City      | 2–1 | 4–0 | 2–1 | 1–3 | 5–0 | 1–1 | 3–0 | 2–1 | 1–1 | —   | 0–0 | 1–1 | 1–1 | 0–0 | 2–1 | 2–1 | 2–2 | 2–0 | 3–1 | 3–1 |
| Manchester United    | 1–1 | 1–1 | 0–0 | 2–0 | 2–0 | 1–1 | 0–0 | 4–1 | 1–1 | 1–2 | —   | 2–1 | 2–0 | 1–1 | 3–1 | 1–1 | 1–0 | 2–0 | 0–0 | 1–1 |
| Middlesbrough        | 1–2 | 2–0 | 0–0 | 0–1 | 1–2 | 0–0 | 1–0 | 0–0 | 0–3 | 2–2 | 1–3 | —   | 1–2 | 1–1 | 1–0 | 3–0 | 1–2 | 0–1 | 1–1 | 1–3 |
| Southampton          | 0–2 | 0–0 | 3–1 | 0–2 | 3–1 | 1–0 | 0–0 | 3–0 | 0–0 | 0–3 | 0–0 | 1–0 | —   | 0–1 | 1–1 | 1–0 | 1–4 | 1–1 | 1–2 | 1–3 |
| Stoke City           | 1–4 | 0–1 | 2–0 | 1–2 | 1–0 | 1–1 | 3–1 | 2–2 | 1–2 | 1–4 | 1–1 | 2–0 | 0–0 | —   | 2–0 | 3–1 | 0–4 | 2–0 | 1–1 | 0–0 |
| Sunderland           | 1–4 | 0–1 | 0–0 | 0–1 | 2–3 | 0–3 | 3–0 | 2–1 | 2–2 | 0–2 | 0–3 | 1–2 | 0–4 | 1–3 | —   | 0–2 | 0–0 | 1–0 | 1–1 | 2–2 |
| Swansea City         | 0–4 | 0–3 | 3–2 | 2–2 | 5–4 | 1–0 | 0–2 | 2–0 | 1–2 | 1–3 | 1–3 | 0–0 | 2–1 | 2–0 | 3–0 | —   | 1–3 | 0–0 | 2–1 | 1–4 |
| Tottenham Hotspur    | 2–0 | 4–0 | 2–1 | 2–0 | 1–0 | 3–2 | 3–0 | 1–1 | 1–1 | 2–0 | 2–1 | 1–0 | 2–1 | 4–0 | 1–0 | 5–0 | —   | 4–0 | 4–0 | 3–2 |
| Watford              | 1–3 | 2–2 | 2–1 | 1–2 | 1–1 | 3–2 | 1–0 | 2–1 | 0–1 | 0–5 | 3–1 | 0–0 | 3–4 | 0–1 | 1–0 | 1–0 | 1–4 | —   | 2–0 | 1–1 |
| West Bromwich Albion | 3–1 | 2–1 | 4–0 | 0–1 | 0–2 | 1–2 | 3–1 | 0–1 | 0–1 | 0–4 | 0–2 | 0–0 | 0–1 | 1–0 | 2–0 | 3–1 | 1–1 | 3–1 | —   | 4–2 |
| West Ham United      | 1–5 | 1–0 | 1–0 | 1–2 | 3–0 | 0–0 | 1–0 | 2–3 | 0–4 | 0–4 | 0–2 | 1–1 | 0–3 | 1–1 | 1–0 | 1–0 | 1–0 | 2–4 | 2–2 | —   |

## Desempenho por rodada
Atualizado em 21 de maio de 2017
Clubes que lideraram o campeonato ao final de cada rodada:
| Rodadas | Rodadas | Rodadas | Rodadas | Rodadas | Rodadas | Rodadas | Rodadas | Rodadas | Rodadas | Rodadas | Rodadas | Rodadas | Rodadas | Rodadas | Rodadas | Rodadas | Rodadas | Rodadas | Rodadas | Rodadas | Rodadas | Rodadas | Rodadas | Rodadas | Rodadas | Rodadas | Rodadas | Rodadas | Rodadas | Rodadas | Rodadas | Rodadas | Rodadas | Rodadas | Rodadas | Rodadas | Rodadas |
| ------- | ------- | ------- | ------- | ------- | ------- | ------- | ------- | ------- | ------- | ------- | ------- | ------- | ------- | ------- | ------- | ------- | ------- | ------- | ------- | ------- | ------- | ------- | ------- | ------- | ------- | ------- | ------- | ------- | ------- | ------- | ------- | ------- | ------- | ------- | ------- | ------- | ------- |
| 1       | 2       | 3       | 4       | 5       | 6       | 7       | 8       | 9       | 10      | 11      | 12      | 13      | 14      | 15      | 16      | 17      | 18      | 19      | 20      | 21      | 22      | 23      | 24      | 25      | 26      | 27      | 28      | 29      | 30      | 31      | 32      | 33      | 34      | 35      | 36      | 37      | 38      |
| MU      | MCI     | MCI     | MCI     | MCI     | MCI     | MCI     | MCI     | MCI     | MCI     | LIV     | CHE     | CHE     | CHE     | CHE     | CHE     | CHE     | CHE     | CHE     | CHE     | CHE     | CHE     | CHE     | CHE     | CHE     | CHE     | CHE     | CHE     | CHE     | CHE     | CHE     | CHE     | CHE     | CHE     | CHE     | CHE     | CHE     | CHE     |

## Estatísticas
| Pos. | Jogador            | Equipe            | Gols |
| ---- | ------------------ | ----------------- | ---- |
| 1    | Harry Kane         | Tottenham         | 29   |
| 2    | Romelu Lukaku      | Everton           | 25   |
| 3    | Alexis Sánchez     | Arsenal           | 24   |
| 4    | Diego Costa        | Chelsea           | 20   |
| 4    | Sergio Agüero      | Manchester City   | 20   |
| 6    | Dele Alli          | Tottenham         | 18   |
| 7    | Zlatan Ibrahimović | Manchester United | 17   |
| 8    | Joshua King        | Bournemouth       | 16   |
| 8    | Eden Hazard        | Chelsea           | 16   |
| 10   | Jermain Defoe      | Sunderland        | 15   |
| 10   | Christian Benteke  | Crystal Palace    | 15   |
| 10   | Fernando Llorente  | Swansea City      | 15   |

| Pos. | Jogador             | Equipe          | Assists. |
| ---- | ------------------- | --------------- | -------- |
| 1    | Kevin De Bruyne     | Manchester City | 18       |
| 2    | Christian Eriksen   | Tottenham       | 15       |
| 3    | Gylfi Sigurðsson    | Swansea City    | 13       |
| 4    | Cesc Fàbregas       | Chelsea         | 12       |
| 5    | Alexis Sánchez      | Arsenal         | 10       |
| 6    | Mesut Özil          | Arsenal         | 9        |
| 6    | Pedro               | Chelsea         | 9        |
| 6    | Georginio Wijnaldum | Liverpool       | 9        |
| 6    | Wilfried Zaha       | Crystal Palace  | 9        |
| 10   | Ross Barkley        | Everton         | 8        |
| 10   | Matt Phillips       | West Bromwich   | 8        |

### Hat-tricks
Atualizado em 21 de maio de 2017
| Jogador        | Para          | Contra          | Resultado | Data                    | Ref.   |
| -------------- | ------------- | --------------- | --------- | ----------------------- | ------ |
| Romelu Lukaku  | Everton       | Sunderland      | 3–0       | 12 de setembro de 2016  | [ 4 ]  |
| Alexis Sánchez | Arsenal       | West Ham        | 5–1       | 3 de dezembro de 2016   | [ 5 ]  |
| Jamie Vardy    | Leicester     | Manchester City | 4–2       | 10 de dezembro de 2016  | [ 6 ]  |
| Salomón Rondón | West Bromwich | Swansea City    | 3–1       | 14 de dezembro de 2016  | [ 7 ]  |
| Andre Gray     | Burnley       | Sunderland      | 4–1       | 31 de dezembro de 2016  | [ 8 ]  |
| Harry Kane     | Tottenham     | West Bromwich   | 4–0       | 14 de janeiro de 2017   | [ 9 ]  |
| Romelu Lukaku4 | Everton       | Bournemouth     | 6–3       | 4 de fevereiro de 2017  | [ 10 ] |
| Harry Kane     | Tottenham     | Stoke City      | 4–0       | 26 de fevereiro de 2017 | [ 11 ] |
| Joshua King    | Bournemouth   | West Ham        | 3–2       | 11 de março de 2017     | [ 12 ] |
| Harry Kane4    | Tottenham     | Leicester       | 6–1       | 18 de maio de 2017      | [ 13 ] |
| Harry Kane     | Tottenham     | Hull City       | 7–1       | 21 de maio de 2017      | [ 14 ] |

4 Jogador fez quatro gols.

## Prêmios

### Prêmios anuais
|                                    | Jogador       | Equipe  | Ref.                 |
| ---------------------------------- | ------------- | ------- | -------------------- |
| Treinador do ano da Premier League | Antonio Conte | Chelsea | [ 15 ] [ 16 ] [ 17 ] |
| Jogador do ano da Premier League   | N'Golo Kanté  | Chelsea | [ 18 ] [ 19 ] [ 20 ] |